# Reinaldo Gorno
Reinaldo Gorno (Yapeyú, 18 giugno 1918 – Quilmes, 10 aprile 1994) è stato un maratoneta argentino, vincitore della medaglia d'argento ai Giochi olimpici di Helsinki 1952.

## Biografia
Nella stessa specialità era giunto secondo l'anno precedente anche ai Giochi panamericani.
Ha tagliato per primo il traguardo nella maratona di Enschede 1954 e alla maratona di Fukuoka 1955.

## Palmarès
| Anno | Manifestazione      | Sede         | Evento   | Risultato | Prestazione | Note |
| ---- | ------------------- | ------------ | -------- | --------- | ----------- | ---- |
| 1951 | Giochi panamericani | Buenos Aires | Maratona | Argento   | 2h45'00"    |      |
| 1952 | Giochi olimpici     | Helsinki     | Maratona | Argento   | 2h25'35"0   |      |

## Altre competizioni internazionali
1953
- Oro alla Maratona di Dornbirn ( Dornbirn) - 2h33'08"

1954
- Oro alla Asahi Shimbun Marathon ( Kamakura) - 2h24'55"

1955
- Oro alla Maratona di Fukuoka ( Fukuoka) - 2h24'55"
- Oro alla Maratona di Enschede ( Enschede) - 2h26'53"